# Gaucelin de Bousquet
Gaucelin de Bousquet parfois nommé Gaucelme du Bousquet est un ecclésiastique qui fut évêque de Rieux de 1416 à 1426.

## Biographie
Guacelin de Bousquet est nommé à l’évêché de Rieux en opposition à Vital de Lyon du Campet pourvu de ce siège le 14 septembre 1416 et évincé par le roi Charles VI de France dans le contexte du Grand schisme d'Occident et il n'est consacré qu'en novembre 1417. 
En août 1420, le pape Martin V le charge d'établir les statuts du Collège de Pélegry fondé à l'Université de Cahors par le chanoine Hugues de Pélegrin ou de Pélegry.
Il offre à son église un calice en or et meurt vers 1426.